# 72. Selbständige mechanisierte Brigade
Die 72. Selbständige mechanisierte Brigade (ukrainisch 72-га окрема механізована бригада імені Чорних Запорожців [72 ОМБр]) ist ein Großverband der ukrainischen Landstreitkräfte.

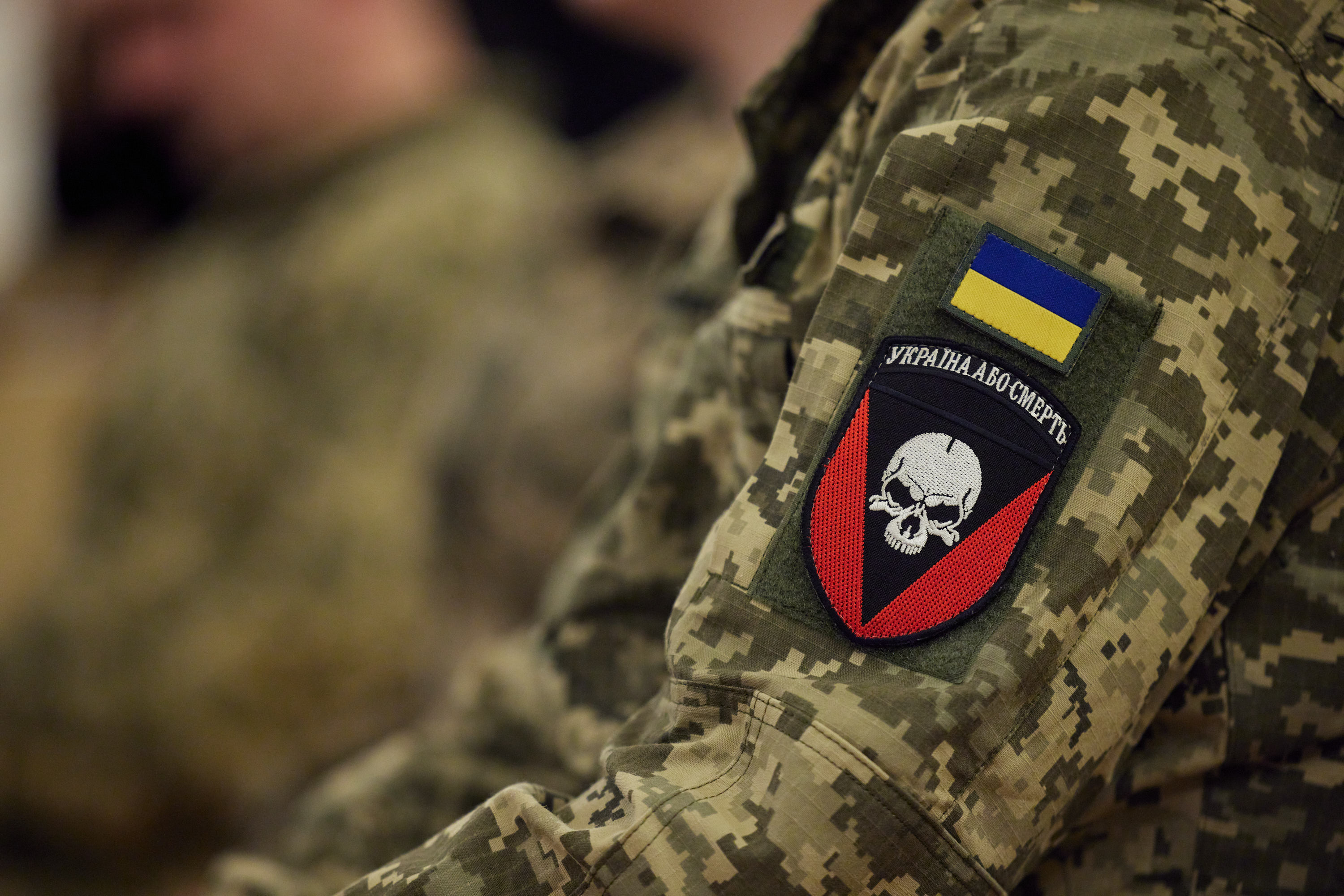
Oberarmabzeichen

Die Brigade wurde 2002 aus der ukrainischen 72. Mechanisierten Division gebildet. Sie trägt den Traditionsnamen „Schwarze Saporoger Kosaken“ unter Bezugnahme auf die Ukrainische Volksrepublik (1917–1920) und geht zurück auf die im Zweiten Weltkrieg aufgestellte 72. Garde-Schützendivision der Roten Armee und später der Sowjetarmee.

## Einsätze
Die 72. Brigade war zu Beginn des russischen Überfalls auf die Ukraine neben weiteren Einheiten für die Verteidigung von Kiew zuständig. Sie beteiligte sich an der Schlacht um den Flughafen Hostomel und verwickelte russische Fallschirmjäger in andauernde Gefechte, die es – neben Artillerieschlägen auf die Landebahn – den russischen Kräften unmöglich machten, Verstärkung anzulanden um auf Kiew vorzurücken. Sie leistete damit einen elementaren Beitrag zum Schutz der ukrainischen Hauptstadt.